# Alois Wotawa

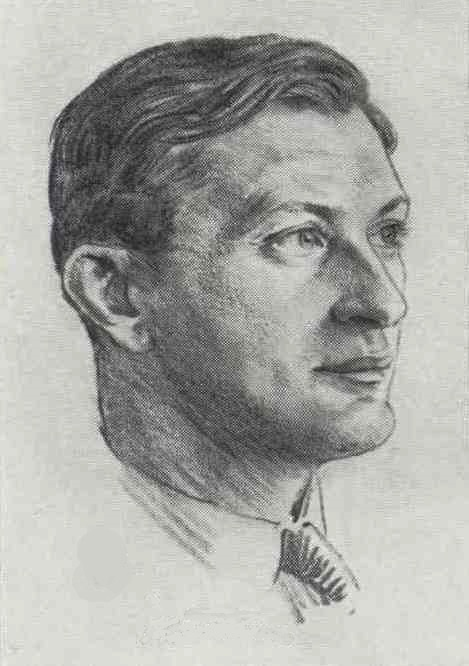
Alois Wotawa, ca. 1920

Alois Wotawa (* 11. Juni 1896 in Wien; † 12. April 1970 ebenda) war ein österreichischer Schachkomponist und Staatsanwalt. Er lebte und arbeitete in Wien. Wotawa starb 1970, zwei Jahre nachdem innerhalb weniger Wochen sein engster Freund Josef Halumbirek und seine Ehefrau gestorben waren.

## Komposition
Wotawa komponierte mehr als 350 Studien und veröffentlichte vor allem im deutschsprachigen Raum. Daneben schuf Wotawa auch einige Probleme. Er bezeichnete sie als „verpfuschte Endspiele“. Um das Jahr 1960 schloss er Freundschaft mit Friedrich Chlubna, der damals gerade zu komponieren begann. Die meisten Studien Wotawas erschienen in der Deutschen Schachzeitung, in der Josef Halumbirek, ein Freund Wotawas, als Sachbearbeiter im Endspielteil fungierte.
1966 wurde Alois Wotawa von der FIDE zum Internationalen Meister für Schachkompositionen ernannt. In folgender Studie findet Weiß seine Rettung mit einem höchst ungewöhnlichen Zug.
|   | a | b | c | d | e | f | g | h |   |
| 8 |   |   |   |   |   |   |   |   | 8 |
| 7 |   |   |   |   |   |   |   |   | 7 |
| 6 |   |   |   |   |   |   |   |   | 6 |
| 5 |   |   |   |   |   |   |   |   | 5 |
| 4 |   |   |   |   |   |   |   |   | 4 |
| 3 |   |   |   |   |   |   |   |   | 3 |
| 2 |   |   |   |   |   |   |   |   | 2 |
| 1 |   |   |   |   |   |   |   |   | 1 |
|   | a | b | c | d | e | f | g | h |   |

Lösung:

1. Sf7–e5 Td7–d2+

2. Kf2–e3 Td2–e2+

3. Ke3–d4 Te2xe5

4. Tf1–f6!! Doppelangriff auf den La6 und den Te5. Da Weiß nach 4. … g7xf6 patt ist, bleibt nur 4. … Te5–a5, womit Schwarz beide Figuren rettet. Doch nach 5. Tf6–g6 verliert er seinen Bauern, wonach das Endspiel remis ist.
Wotawa war als Staatsanwalt in Wien im Gebiet der Wirtschaftskriminalität tätig.

## Schriften
- … und wird hiefür zum Tode. OHlwd, Wien 1949.
- Auf Spurensuche mit Schachfiguren. 150 Endspielstudien. de Gruyter, Berlin 1965.